# Anthurium scaberulum
Anthurium scaberulum är en kallaväxtart som beskrevs av Luis Aloysius, Luigi Sodiro. Anthurium scaberulum ingår i släktet Anthurium och familjen kallaväxter. Inga underarter finns listade.